# Anisogaster transversus
Anisogaster transversus är en skalbaggsart som beskrevs av Leon Fairmaire 1897. Anisogaster transversus ingår i släktet Anisogaster och familjen långhorningar.
Artens utbredningsområde är Madagaskar. Inga underarter finns listade i Catalogue of Life.